# اختبار إشعاعي

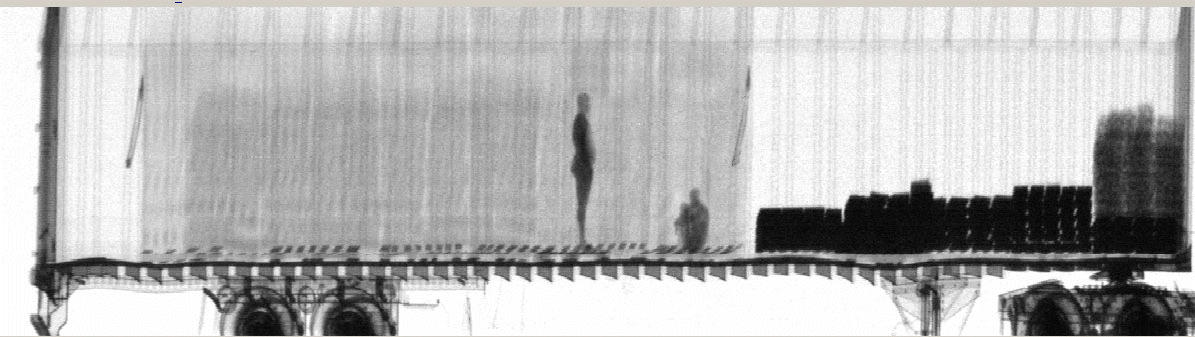

الاختبار الإشعاعي الصناعي هو اختبار غير تدميري (أي اختبار غير إتلافي)ويستخدم لفحص العيوب الخفية باستخدام قدرة الطول الموجي القصير للإشعاع الكهرومغناطيسي (أي الفوتونات التي عليها طاقة) وتستخدم لاختراق المواد المختلفة.

## أنواع الاختبارات

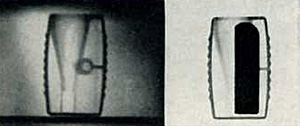
أشعة سينية لمبراة أقلام بلاستيكية

يستخدم نوعين من المصادر المشعة لتوليد الفوتونات إما جهاز أشعة إكس (X-ray) أو عناصر مشعّة طبيعية مثل (Ir-192 [الإنجليزية]، كوبالت-60، وفي حالات نادرة يستخدم نظير السيزيوم 137).
يعتبر اختبار التصوير الإشعاعي النيتروني (Neutron radiographic test) نوع آخر من التصوير الإشعاعي غير انه يستخدم النترونات لاختراق المواد بدلاً من الفوتونات. يكون سلوك النيترونات مختلف تماماً عن سلوك أشعة إكس، حيث تخترق النترونات كلاً من الرصاص والفولاذ غير أنها غير قادرة على اختراق البلاستيك والماء والزيوت.
طالما أن الأشعة الخارجة من الجهة الأخرى للأجسام يمكن أن تلتقط وتقاس، فإن التغيرات في شدة الإشعاع تعطي مؤشراً عن سماكة المواد إضافة إلى تركيبها الكيميائي. من الأهمية بمكان التأكيد بأن الأشعة القادرة على اختراق المواد تكون عادة محصورة بطول موجة أقل من 10 نانومتر من الطيف الكهرومغناطيسي.